# Benedikte Kiær
Benedikte Kiær (ur. 10 grudnia 1969 w Gentofte) – duńska polityk i samorządowiec, deputowana do Folketingetu, w latach 2010–2011 minister spraw społecznych.

## Życiorys
Absolwentka chemii (1995) i nauk politycznych (2001) na Uniwersytecie Kopenhaskim. Pracowała w gastronomii, później jako konsultantka w przedsiębiorstwach branży doradczej. Zaangażowała się w działalność polityczną w ramach Konserwatywnej Partii Ludowej. W 2007 została członkinią jej komitetu wykonawczego, a w 2009 wiceprzewodniczącą partii. W latach 2006–2010 była radną Regionu Stołecznego, pełniła funkcję wiceprzewodniczącej zrzeszenia duńskich regionów Danske Regioner. W 2010 została radną gminy Helsingør.
W lutym 2010 objęła urząd ministra spraw społecznych w rządzie Larsa Løkke Rasmussena, który sprawowała do października 2011. W tym samym roku uzyskała mandat posłanki do Folketingetu, w duńskim parlamencie zasiadała do 2015. W 2013 została wybrana na stanowisko burmistrza gminy Helsingør (z kadencją od stycznia 2014). Utrzymała to stanowisko również po kolejnych wyborach w 2017 i 2021.